# Melochia

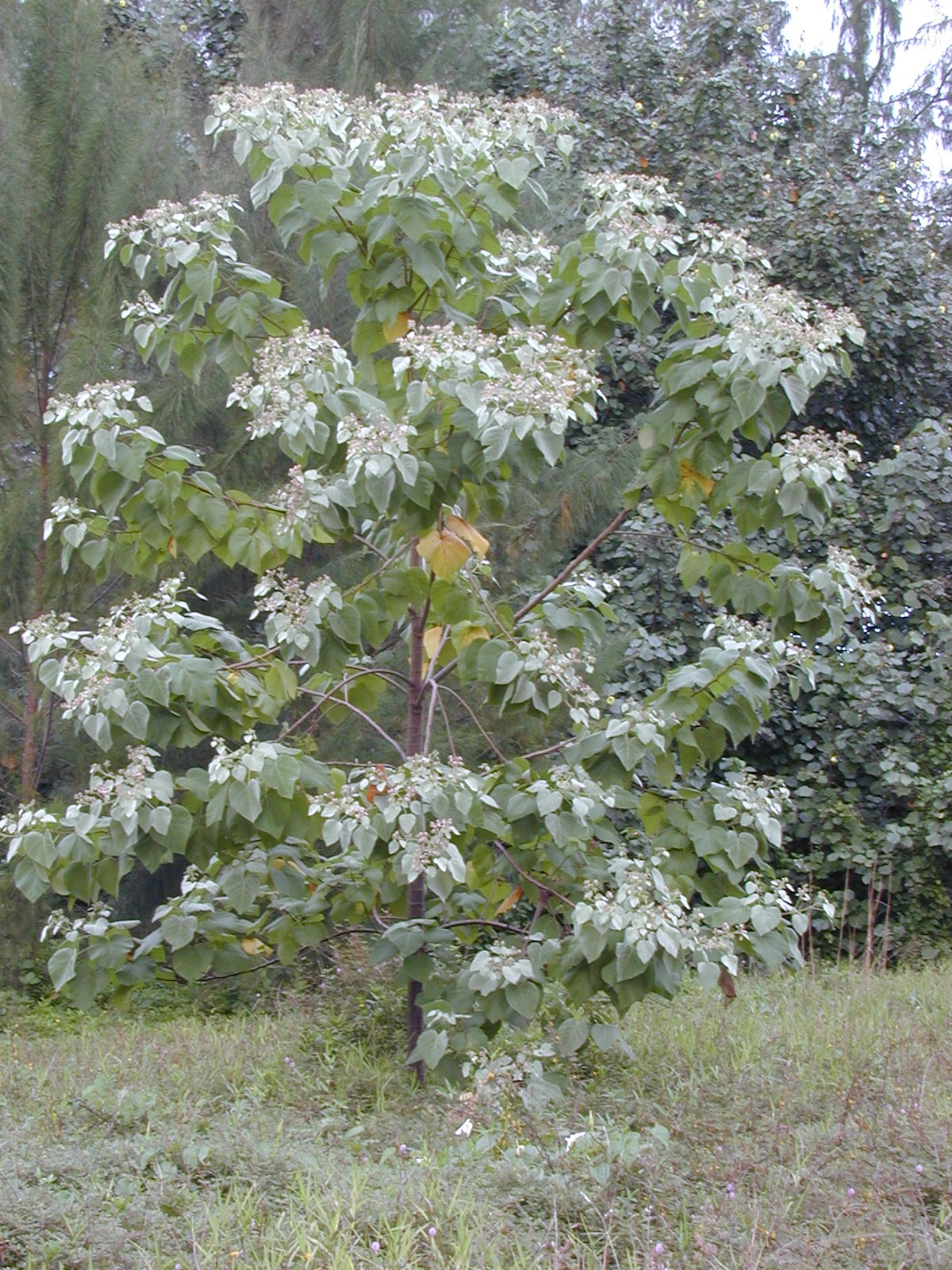
Melochia umbellata

A Melochia a mályvafélék (Malvaceae) családjába tartozó nemzetség.

## Elterjedése, élőhelye
India keleti részétől Új-Guineáig terjedő területről származik. A legtöbb faja a trópusi égövben él, jóval kevesebb (köztük a néhány amerikai faj) a szubtrópusokon.

## Fajok
A lista nem teljes.
- Melochia arborea
- Melochia caracasana
- Melochia carrioni
- Melochia chamaedrys
- Melochia corchorifolia
- Melochia hermanoides
- Melochia makateaensis
- Melochia nodiflora
- Melochia odorata
- Melochia parvifolia
- Melochia pilosa
- Melochia pyramidata
- Melochia spicata
- Melochia tomentosa
- Melochia umbellata
- Melochia villosa
- Melochia vitiensis

## Megjelenése, életmódja
Kis, 2–15 m-re növő fák vagy cserjék. Leveleik oválisak, csillagszőrösek. A toktermésben a válaszfal csak részleges. A termés hosszúkás, barna vagy zöld. A magok szárnyasak, barnák.
A nemzetség legismertebb faja a Melochia umbellata. Kedveli az útszéli és zavart területeket; agresszív özönnövény. E tulajdonsága miatt megítélése rendkívül különböző lehet: Indiában gyors növekedése és lombjának árnyéka miatt az újraerdősítésben használják, Hawaii-n ugyanezen tulajdonságáért kártékony, az őshonos növényeket kiszorító fajnak tekintik.